# Caria (Belmonte)
Caria is een plaats (freguesia) in de Portugese gemeente Belmonte en telt 2240 inwoners (2001).